# Schlüsselfeld
Schlüsselfeld település Németországban, azon belül Bajorországban. Lakosainak száma 6087 fő (2023. december 31.).

## Népesség
A település népessége az elmúlt években az alábbi módon változott:
| Lakosok száma | 754  | 1060 | 4846 | 5634 | 5712 | 5698 | 5823 | 5941 | 5987 | 6087 |
|               | 1875 | 1950 | 1970 | 2011 | 2013 | 2014 | 2016 | 2019 | 2021 | 2023 |

## Városrészek
Következik  városrészek léteznek (fő 2004 december 31-én): 
| - Aschbach (1056) - Attelsdorf (61) - Bernroth (9) - Debersdorf (84) - Eckersbach (131) - Elsendorf (478) - Fallmeisterei (6) - Güntersdorf (27) | - Heuchelheim (245) - Hohn am Berg (75) - Hopfenmühle (5) - Lach (71) - Obermelsendorf (13) - Possenfelden (161) - Rambach (151) - Reichmannsdorf (793) | - Schlüsselfeld (1335) - Thüngbach (43) - Thüngfeld (986) - Untermelsendorf (44) - Wüstenbuch (80) - Ziegelsambach (59) |

## Schlüsselfeld híres szülöttei
Karl Friedrich Neumann (Reichmannsdorf, 1793. december 28. – Berlin, 1870. március 17.) német orientalista nyelvész.